# Jacques Diedrich
Jacques Diedrich (né le 12 octobre 1930 à Argenteuil et décédé le 13 avril 2005 à Dijon) est un entomologiste français.
Il est spécialisé dans les coléoptères Cetoniidae et Carabidae.

## Biographie
La meilleure biographie parue est certainement celle de son ami Philippe Darge.

## Travaux
Il étudie particulièrement les cétoines malgaches avec l'aide de Renaud Paulian et de Pierre Viette et publie un catalogue des cétoines de la sous-région malgache.
Il révise aussi plusieurs notes et descriptions de cétoines malgaches.
Une nouvelle clef de détermination des Cetoniidae malgaches était en cours d'écriture ; sa disparition brutale l'empêche de la publier.